# Aboul Abbas Ier
Vous pouvez aider à l'améliorer ou bien discuter des problèmes sur sa page de discussion.
- Certaines informations devraient être mieux reliées aux sources mentionnées dans la bibliographie ou les liens externes. Améliorez sa vérifiabilité en les associant par des références. (Marqué depuis février 2025)
- Les conventions bibliographiques ne sont pas respectées. La bibliographie et les liens externes sont à corriger. (Marqué depuis février 2025)
- Il n’est pas rédigé dans un style encyclopédique. (Marqué depuis février 2025)
- La traduction doit être revue. Le contenu est difficilement compréhensible à cause d’erreurs de traduction, peut-être dues à l’utilisation d’un logiciel de traduction automatique. (Marqué depuis février 2025)

Abu'l-Abbas Muhammad I ibn al-Aghlab ( arabe : أبو العباس محمد الأول بن الاغلب ) (mort en 856) était le cinquième émir de la dynastie des Aghlabides, qui régna sur l'Ifriqiya, Malte et la majeure partie de la Sicile de 841 jusqu'à sa mort. Il a également dirigé le raid sur Rome.

## Biographie
Muhammad Ier était le fils du quatrième émir de la dynastie, Abu Iqal (838-841). Muhammad Ier se révéla être un grand commandant et un stratège économique, à l'instar de son oncle Ziyadat Allah Ier d'Ifriqiya et de son rival Asad ibn al-Furat. Sous son règne, les Aghlabides poursuivirent leur expansion en Méditerranée, conquérant Messine, Tarente, de grandes parties de l'Apulie et soutenant l'émir Kalfün avec l'établissement d'une Bari islamique.
Naples s'allia avec ses dirigeants précédents[Qui ?] et demanda leur soutien pour repousser le siège des troupes lombardes venant du duché de Bénévent, mais, malgré l'alliance musulmane-chrétienne précédente, Abul Abbas pilla Misène, mais seulement pour des fins de Khums (butin islamique)[Quoi ?], sans conquérir les territoires de Campanie.
Son raid sur Rome fut remarquable, première invasion musulmane de l'histoire du Caput mundi et de l'administration centrale de l'Église catholique. En 846, Abul Abbas débarqua à Porto et Ostie avec son énorme armée. Ayant dépassé le Tibre, il continua à frapper dans l'Ostiense et Portuense, tandis que la milice romaine se retirait rapidement derrière les murs romains. Simultanément, ses autres forces débarquèrent dans le port de Civitavecchia, sur la mer Tyrrhénienne. La colline du Vatican fut pillée, mais Abul Abbas ne réussit pas à prendre d'assaut les murs protecteurs d'Aurélien de Rome. Cependant, ses forces réussirent à piller une énorme quantité de richesses, la basilique Saint-Pierre, la plus grande église du monde, et la basilique Saint-Paul-hors-les-Murs.
En Ifriqiya et à Malte, durant son règne, l'agriculture et le commerce prospérèrent et de nouvelles constructions urbaines furent observées, notamment les grandes mosquées de Sousse et de Sfax. Le règne de Mahomet fut brièvement interrompu par son frère Abu Ja'far Ahmad, qui, comme son contemporain abbasside Al-Wathiq, soutint les mu'tazilites et persécuta leurs opposants sunnites, exécutant certains et emprisonnant d'autres, notamment le savant et juriste malékite Sahnun.

## Mort
Mahomet Ier mourut à Palerme en 856. Son fils Ahmad ibn Muhammad (856-863) lui succéda, sous le règne duquel le royaume des Aghlabides atteignit son apogée.

## Sources
- Hilmar C. Krueger. Les villes italiennes et les Arabes avant 1095. In : Kenneth Meyer Setton et Marshall W. Baldwin (éd.), A History of the Crusades: The First Hundred Years , vol. 1 (University of Pennsylvania Press, 1955), p. 47.
- Barbara M. Kreutz. Avant les Normands : l'Italie du Sud aux IXe et Xe siècles , (University of Pennsylvania Press, 1991), 57.
- Hilmar C. Krueger. « Les villes italiennes et les Arabes avant 1095 » dans Histoire des croisades : les cent premières années , vol. I. Kenneth Meyer Setton, Marshall W. Baldwin (éd., 1955). University of Pennsylvania Press. p. 48.
- Péninsule italienne, 500–1000 après J.-C. Archivé le 5 décembre 2008 sur la Wayback Machine
- Marçais, G. & Schacht, J. (1960). "Ag̲h̲labides ou Banu 'l-Ag̲h̲lab" . Dans Gibb, HAR ; Kramers, JH ; Lévi-Provençal, E. ; Schacht, J. ; Lewis, B. et Pellat, Ch. (éd.). L'Encyclopédie de l'Islam, deuxième édition . Tome I : A-B . Leyde : EJ Brill. pp. 247-250. 10.1163/1573-3912_islam_COM_0024 . OCLC495469456  .

- (en) Cet article est partiellement ou en totalité issu de l’article de Wikipédia en anglais intitulé « Muhammad I ibn al-Aghlab » (voir la liste des auteurs).